# ثيودور ريغ
ثيودور ريغ (بالإنجليزية: Theodore Rigg)‏ هو كيميائي نيوزيلندي، ولد في 1888، وتوفي في 1972.